# ZooMontana
El ZooMontana és un zoològic ubicat a Billings, Montana i és l'únic zoològic i jardí botànic de l'estat. L'àrea del zoològic és de 28 hectàrees. Actualment compta amb prop de 100 animals, que representen 58 espècies. Tots aquests animals viuen en hàbitats dissenyats per imitar els seus hàbitats naturals. El zoològic es va incorporar i va establir com una organització sense ànim de lucre el 1992. Està acreditat a l'Associació de Zoos i Aquaris. Se centra durant tot l'any en la vida silvestre nativa de Montana, les Muntanyes Rocoses i altres regions amb temperatures fredes iguals o superiors al paral·lel 45. Els hàbitats interiors inclouen animals de tot el món. El zoològic està obert tots els dies de l'any excepte Acció de Gràcies, Nadal, Cap d'Any i Setmana Santa, i també tanca quan la temperatura baixa per sota de 0 °F (−18 °C). El zoològic rep més de 80.000 visitants a l'any.